# Callopora weslawski
Callopora weslawski är en mossdjursart som beskrevs av Kuklinski och Taylor 2006. Callopora weslawski ingår i släktet Callopora och familjen Calloporidae.
Artens utbredningsområde är Norra Ishavet. Inga underarter finns listade i Catalogue of Life.